# Врбица (Семељци)
Врбица је насељено место у саставу општине Семељци у Осјечко-барањској жупанији, Република Хрватска.

## Историја
До територијалне реорганизације у Хрватској налазила се у саставу старе општине Ђаково.

## Становништво
На попису становништва 2011. године, Врбица је имала 730 становника.

## Попис1991.
На попису становништва 1991. године, насељено место Врбица је имало 763 становника, следећег националног састава:
| Попис 1991.‍  | Попис 1991.‍  | Попис 1991.‍ | Попис 1991.‍ | Попис 1991.‍ |
| ------------ | ------------ | ----------- | ----------- | ----------- |
|              |              |             |             |             |
| Хрвати       | Хрвати       |             | 744         | 97,50%      |
| Срби         | Срби         |             | 11          | 1,44%       |
| Муслимани    | Муслимани    |             | 2           | 0,26%       |
| Словаци      | Словаци      |             | 1           | 0,13%       |
| остали       | остали       |             | 2           | 0,26%       |
| неопредељени | неопредељени |             | 1           | 0,13%       |
| непознато    | непознато    |             | 2           | 0,26%       |
| укупно: 763  |              |             |             |             |